# Helga Koch
Helga Koch (* 3. Januar 1942 in Offenbach am Main; inzwischen Helga Würtz) ist eine ehemalige deutsche Fechterin und war 1968 Teilnehmerin an den Olympischen Spielen in Mexiko. Sie focht für den FC Offenbach.

## Erfolge
Koch focht  erfolgreich beim FC Offenbach und wurde 1968 in die Olympiamannschaft berufen. Dort belegte sie zusammen mit Heidi Schmid, Gudrun Theuerkauff, Monika Pulch und Helga Volz-Mees den fünften Platz bei zehn teilnehmenden Mannschaften.
Nach ihrer aktiven Fechtkarriere betätigte sich Koch unter dem Namen Helga Würtz als Künstlerin. Zu ihren bevorzugten Themen gehören neben Fechtszenen Akte und Blumenbilder. Ihre Werke wurden inzwischen in mehreren Städten ausgestellt.